# Совка пухоногая первоцветовая
Совка пухоногая первоцветовая (лат. Agrochola nitida) — вид совок из подсемейства Xyleninae. Взрослых совок можно встретить с августа по октябрь.

## Распространение
Распространён в Европе (за исключением Великобритании, Ирландии и Пиренейского полуострова)

## Описание
Размах крыльев чёрной медведицы 30—38 мм.

## Экология
Гусеницы питаются на растениях: подорожник (Plantago), вероника (Veronica), подмаренник (Galium) щавель (Rumex), и первоцвет (Primula).